# ドリス・ロバーツ
ドリス・ロバーツ（Doris Roberts, 1925年11月4日 - 2016年4月17日）は、アメリカ合衆国の女優、声優、舞台女優である。

## 来歴
1925年、ミズーリ州セントルイス生まれ。母親はロシア系ユダヤ人だった。その後、ニューヨークで育つ。もともとはグリーンという名字だったが、義父の名字がロバーツだったため、最期までその名字を使用した。
1950年代に入るとテレビで活躍し始め、1951年にテレビシリーズ『Starlight Theatre』で女優デビューを飾る。しばらく活躍の場はテレビだけだったが、1961年にキャロル・ベイカー主演のドラマ映画『傷だらけの愛』で映画デビューも果たした。1960年代、70年代はコンスタントに出演作品を増やしていき、着実に女優のキャリアを築いていく。舞台においても50年代にブロードウェイデビューをしてからは、様々な演目に出演してジェームズ・ココなどの俳優らと共演した。
特にロバーツのキャリアで知られる作品として挙げられるのは、作品自体がエミー賞を獲得したシットコム『HEY!レイモンド』。同作品ではレイ・ロマーノ演じるレイモンドの母親マリー・バローネを演じ、そのユーモラスな演技が高く評価された。それを証明するようにロバーツ自身、エミー賞、全米映画俳優組合賞、サテライト賞など様々な賞へノミネートされ、同作品で全米映画俳優組合賞アンサンブル賞、テレビガイドアワード、アメリカン・コメディ・アワード、そして4度のエミー賞に輝いている。ちなみにプライムタイム・エミー賞には別の作品も含めて11回ノミネートされており、1983年に出演した『セント・エルスウェア』でも受賞した。その他にはピアース・ブロスナンの出世作でもあるテレビドラマ『探偵レミントン・スティール』への出演でも知られている。テレビでは母親や義母役での出演が多く、日本でも放送されたシットコム『フルハウス』では、ボブ・サゲット演じるダニー・タナーの母親も演じている。2003年にはそのキャリアと功績が讃えられ、ハリウッド・ウォーク・オブ・フェームを授与された。
2016年4月17日、カリフォルニア州ロサンゼルスにて亡くなった。90歳没。

## 出演作品

### 映画
| 公開年 | 邦題 原題                                                               | 役名                     | 備考           |
| ------ | ----------------------------------------------------------------------- | ------------------------ | -------------- |
| 1961   | 傷だらけの愛 Something Wild                                             | メアリー＝アンの同僚     |                |
| 1967   | 裸足で散歩 Barefoot in the Park                                         | ホテルのメイド           | クレジットなし |
| 1968   | 殺しの接吻 No Way to Treat a Lady                                       | シルヴィア               |                |
| 1968   | ボディガード A Lovely Way to Die                                        | フィーニー               |                |
| 1969   | ハネムーン・キラーズ The Honeymoon Killers                              | バニー                   |                |
| 1971   | 殺人狂想曲 Little Murders                                               | カンバーレイン夫人       |                |
| 1971   | おかしな求婚 A New Leaf                                                 | トラガート夫人           |                |
| 1971   | 男と女のあいだ Such Good Friends                                        | ゴールド夫人             |                |
| 1972   | ふたり自身 The Heartbreak Kid                                           | カントロー夫人           |                |
| 1974   | サブウェイ・パニック Subway Panic                                       | ジェシー（市長夫人）     |                |
| 1976   | 残酷スプラッターシャワー/血ぬられた頭蓋骨 Blood Bath                    | ランバート夫人           |                |
| 1977   | クリスマスの出来事 It Happened One Christmas                            | マ・ベイリー             | テレビ映画     |
| 1978   | ダラスの長い日/ケネディ大統領暗殺事件 Ruby and Oswald                   | エヴァ                   | テレビ映画     |
| 1979   | さよならミス・ワイコフ Good Luck, Miss Wyckoff                          | マリー                   |                |
| 1979   | ローズ The Rose                                                         | フォスター夫人           |                |
| 1980   | アンネの日記 The Diary of Anne Frank                                    | Mrs. Petronella Van Daan | テレビ映画     |
| 1982   | アゲイン Love in the Present Tense                                      | マギー                   | テレビ映画     |
| 1985   | カリフォルニア・ガールズ California Girls                               | ボウザー夫人             | テレビ映画     |
| 1985   | 三人の妻への手紙 A Letter to Three Wives                                | サディ                   | テレビ映画     |
| 1987   | 弾丸刑事ニック&フランク Number One with a Bullet                        | バルザック夫人           |                |
| 1989   | ナショナル・ランプーン クリスマス・バケーション Christmas Vacation      | フランシス               |                |
| 1990   | クリスマスに願いを A Mom for Christmas                                  | フィルミーナ             | テレビ映画     |
| 1992   | 迷子の大人たち Used People                                              | ロニーおばさん           |                |
| 1993   | ロマンスに部屋貸します The Night We Never Met                           | 詮索好きな隣人           |                |
| 1994   | 奇跡の時 A Time to Heal                                                 | マディ                   | テレビ映画     |
| 1995   | グラスハープ/草の竪琴 The Grass Harp                                    | リチャーズ夫人           |                |
| 1997   | ナロー・エスケイプ A Thousand Men and a Baby                            | シスター・フィロミーナ   | テレビ映画     |
| 1998   | マイ・ジャイアント My Giant                                             | ローズ・カミンスキー     |                |
| 2000   | たったひとつの愛 One True Love                                          | リリアン                 | テレビ映画     |
| 2001   | フルサークル Full Circle                                                | シルヴィア               |                |
| 2001   | オール・オーバー・ザ・ガイ All Over the Guy                             | エスター                 |                |
| 2003   | ディッキー・ロバーツ 俺は元子役スター Dickie Roberts: Former Child Star | ペギー・ロバーツ         |                |
| 2006   | I See You.com ～ハレンチのぞき見大作戦!～ I-See-You.Com                 | ドリス                   |                |
| 2009   | 屋根裏のエイリアン Aliens in the Attic                                  | ナナ・ローズ・ピアソン   |                |
| 2009   | ミセス・ミラクル Mrs. Miracle                                           | マーケル夫人             | テレビ映画     |

### テレビシリーズ
| 放映年           | 邦題 原題                                                              | 役名                                      | 備考                                                 |
| ---------------- | ---------------------------------------------------------------------- | ----------------------------------------- | ---------------------------------------------------- |
| 1952             | スタジオ・ワン Studio One                                              | The Madwoman                              | エピソード『ジェイン・エア』                         |
| 1962, 1963       | 裸の町 Naked City                                                      | ミス・トレサント                          | 2エピソード                                          |
| 1975             | 外科医ギャノン Medical Center                                          | グラディス・キャラハン                    | 1エピソード                                          |
| 1975             | 刑事バレッタ Baretta                                                   | アッシャー夫人                            | 1エピソード                                          |
| 1976             | メアリー・ハートマン、メアリー・ハートマン Mary Hartman, Mary Hartman  | ドレルダ                                  | 2エピソード                                          |
| 1976             | サンフランシスコ捜査線 The Streets of San Francisco                    | ストラウス夫人                            | 2エピソード                                          |
| 1976             | ローダ Rhoda                                                           | シルヴィア                                | 1エピソード                                          |
| 1977-1980        | Barney Miller                                                          | Harriet Brauer                            | 3エピソード                                          |
| 1978             | ソープ Soap                                                            | フロー                                    | 4エピソード                                          |
| 1979-1980        | Angie                                                                  | テレサ・ファルコ                          | 36エピソード                                         |
| 1979,1981        | ファンタジー・アイランド Fantasy Island                                |                                           | 異なる役で2エピソード                                |
| 1980             | がんばれ!ブーマー Here's Boomer                                        | リズ                                      | 1エピソード                                          |
| 1980, 1983, 1984 | ラブ・ボート The Love Boat                                             |                                           | 異なる役で3エピソード                                |
| 1981-1982        | Maggie                                                                 | ロレッタ                                  | 8エピソード                                          |
| 1981,1982        | アリス Alice                                                           | モナ                                      | 2エピソード                                          |
| 1982             | セント・エルスウェア St. Elsewhere                                     | コーラ                                    | 1エピソード エミー賞受賞                             |
| 1983,1988        | 女刑事キャグニー&レイシー Cagney & Lacey                               |                                           | 異なる役で2エピソード                                |
| 1983-1987        | 探偵レミントン・スティール Remington Steele                            | ミルドレッド                              | 72エピソード                                         |
| 1985             | シェリー・デュヴァルのフェアリー・テイル・シアター Faerie Tale Theatre | Mother Pig                                | エピソード『三匹の子豚』                             |
| 1989             | フルハウス Full House                                                  | クレア・タナー                            | 1エピソード                                          |
| 1990,1994        | ジェシカおばさんの事件簿 Murder, She Wrote                             | ヘレン・オーウェンズ リー・コルファックス | エピソードShear Madness エピソードThe Murder Channel |
| 1993             | ザ・ボーイズ The Boys                                                  | ドリス・グリーンブラット                  | 6エピソード                                          |
| 1993-1995        | Dream On                                                               | アンジー・ペダルビー                      | 6エピソード                                          |
| 1995             | 炎のテキサス・レンジャー Walker, Texas Ranger                          | エレイン                                  | 1エピソード                                          |
| 1995             | バークにまかせろ Burke's Law                                           | ベッツィー・メドウズ                      | 1エピソード                                          |
| 1996-2005        | HEY!レイモンド Everybody Loves Raymond                                 | マリー・バローネ                          | 210エピソード エミー賞受賞                           |
| 2003             | リジー&Lizzie Lizzie & Lizzie                                          | ルース                                    | 1エピソード                                          |
| 2007             | LAW & ORDER:犯罪心理捜査班 Law & Order: Criminal Intent                | ヴァージニア・ハリントン                  | 1エピソード                                          |
| 2010,2011        | ザ・ミドル 中流家族のフツーの幸せ The Middle                           | リンスキー夫人                            | 3エピソード                                          |
| 2011             | グレイズ・アナトミー 恋の解剖学 Grey's Anatomy                         | グラディス・ポルチャー                    | 1エピソード                                          |
| 2012             | デスパレートな妻たち Desperate Housewives                              | ドリス・ハモンド                          | 1エピソード                                          |
| 2013             | Major Crimes ～重大犯罪課 Major Crimes                                 | ヴェラ・ウォーカー                        | 1エピソード                                          |
| 2013             | メル&ジョー 好きなのはあなたでしょ? Melissa & Joey                     | ソフィア                                  | 2エピソード                                          |

### OVA
- 子ねずみティミーのアドベンチャー The Secret of NIMH 2: Timmy to the Rescue (1998)
- フィニアスとファーブ／ザ・ムービー Phineas and Ferb the Movie: Across the 2nd Dimension (2011)